# Ghiacciaio Higashi-naga-iwa
Il ghiacciaio Higashi-naga-iwa (in giapponese: 東長岩-氷河, Higashi-naga-iwa-hyōga, ossia "ghiacciaio orientale della roccia lunga") è un ghiacciaio situato sulla costa del Principe Olav, nella Terra della Regina Maud, in Antartide. Il ghiacciaio, il cui punto più alto si trova a circa 150 m s.l.m., fluisce verso nord fino a giungere sulla costa, dove sfocia in mare poco a est della roccia Naga-iwa.

## Storia
Il ghiacciaio Higashi-naga-iwa è stato mappato da cartografi giapponesi grazie a fotografie aeree scattate nel corso della spedizione giapponese di ricerca antartica svoltasi tra il 1957 e il 1962, e così battezzato in associazione con la vicina formazione rocciosa chiamata Naga-iwa.